# Sibylle Nicolai
Sibylle Nicolai (Frankfurt del Main, 12 de setembre, 1950), és una actriu, actriu de veu i presentadora alemanya.

## Carrera
El talent de Nicolai va ser encoratjat pels seus pares a una edat primerenca; ella va tenir el seu primer contracte amb Radio Luxembourg als onze anys. A més, a partir de 1964 va rebre classes de cant i piano al Dr. Conservatori Hoch de Frankfurt, així com classes de dansa, classes de ballet i entrenaments de patinatge artístic.
Del 1969 al 1972 va estudiar interpretació i dansa a la Universitat Estatal de Música i Arts Escèniques de la seva ciutat natal de Frankfurt.
Des de 1971 s'ha vist en nombrosos escenaris, per exemple el "Städtische Bühne Hagen", el "Theater Bremen", el "Württembergische Landesbühne Esslingen", el "Städtische Bühnen Nuremberg", "Schauspielhaus Bochum", el "Kleines Theatre im Park Bad Godesberg", la Comèdia de Marquart, la Comèdia de Comèdia Frankfurt, la comèdia al Kurfürstendamm de Berlín, el "Contra-Kreis-Theater Bonn", la comèdia al "Bayerischer Hof" de Munic, la comèdia al "Max II de Munic" i altres.
De 1983 a 1985 va ser membre de la Munich Laughing and Shooting Society.
Va actuar en nombroses produccions de televisió, com ara: regularment a la sèrie SOKO 5113. Fins ara ha aparegut principalment com a convidada en sèries com Tatort, Alphateam i Die Fallers. Juntament amb Peter Frankenfeld i Uwe Dallmeier va aparèixer com a aprenent a l'esbós de Frankenfeld Der Hund als Lehrling auf.
De 1979 a 1989 també va treballar com a locutora per a ZDF. Des de 1983, ha moderat programes grans o regulars, com el ZDF Sunday Concert, ZDF-Freizeit, People Today (1997-1999), ML Mona Lisa (1999-2000) i Wir Vier (2000-2001). També va treballar com a presentadora de ràdio per a Hessischer Rundfunk i Südwestrundfunk.
Des de 1975, Nicolai ha aparegut en nombroses obres de ràdio (incloent Der Mantel und Zukunft mit Vergangenheit de 1987 de Heinz-Werner Geisenberger a Hessischer Rundfunk) i en audiollibres. Nicolai també treballa com a actriu de veu, per exemple per a l'actriu Kirstie Alley.
Nicolai també és autora i ha escrit cinc obres de ràdio i contes per a nens.

## Filmografia
Actriu

- 1979: Geldsorgen
- 1986–1989: SOKO 5113
- 1987: Die Unsichtbare
- 1990: Heidi und Erni
- 1992: Lilli Lottofee
- 1994: Anwalt Abel
- 1995: Halali oder Der Schuß ins Brötchen
- 1996: Der Schattenmann
- 1998–1999: Die Fallers - Una família de la Selva Negra
- 2004: Ein Fall für zwei
- 2008: Alles was recht ist

Actriu de veu

1989: Joanna Cassidy com a Maggie Holtz a Trapper John, M.D.
1994: Judy Davis com a Caroline Chasseur a No Panic - Els bons ostatges són rars
1995: Kirstie Alley com a Dr. Susan Verner a Das Dorf der Verdammten
1995: Priscilla Barnes com Veronica Barkley a Time Trax – Zurück in die Zukunft
1995–1996: Kirstie Alley com a Rebecca Howe in Cheers
1996: Beverly Archer com Hardaway a Una família terriblement agradable
1999: Mindy Sterling com a Ms. Doggedness a Austin Powers - Espia en una posició de missioner secret
2001: Julie Caitlin Brown com a Nicky a Becker
2003: Allison Janney com a Bella, l'estrella de mar (Peach) a Finding Nemo
2005: Wendie Malick com a Clara Dalrymple a The Zebra està solta a l'estable de carreres
2011: Josiane Balasko com a Claire a Ein freudiges Ereignis
2011: Colleen Camp com Ethel a Love, Wedding, Marriage - Un pla per enamorar-se
Obres de ràdio i audiollibres

1982: Ken Whitmore: Sota el vesc. Director: Dieter Eppler, traducció: Hubert von Bechtolsheim, SDR
2003: Andrew Stanton: Finding Nemo (reproducció radiofònica de la pel·lícula)
2006: Katy Gardner: El cor pàl·lid
2009: Aljoscha Long i Ronald Schweppe: Els 7 secrets de la tortuga
2009: Felix Huby: el secret de Schlösser o les dones assassinen de manera diferent. Director: Robert Schoen (Radio-Tatort 24 – SWR)
2014: Petra Reski: Palermo Connection
Videojocs

- 2003: Finding Nemo - Aventures sota l'aigua... com a estrella de mar Bella
- 2010: Alan Wake... com Barbara Jagger
- 2016: Heaven's Hope (euroVideo) ... com la bruixa Shona

## Publicacions
- 99 receptes vermelles: del gaspatxo al curry de pollastre vermell. Eichborn, Frankfurt del Main 2001, ISBN 3-8218-3491-9.
- Qualsevol que voti es convertirà en milionari. Axel Dielmann, Frankfurt del Main 2004, ISBN 3-933974-56-9.
- amb Thomas Bäppler (ed.): Hi ha molt de sopar els dissabtes. El llibre de sopes de Hessian amb insercions de celebritats. B 3, Frankfurt del Main 2008, ISBN 978-3-938783-52-8.
- La revolta de Rumpelstiltskin & Co. o The Angry Improvers (comèdia). Hartmann i Staufacher, Colònia 2012, DNB 1025697979.
- Pits pneumàtics i un bembel ple de Baileys'. Epubli, Berlín 2013, ISBN 978-3-8442-4992-7.